# Deutsches Meisterschaftsrudern 1932
Das 45. Deutsche Meisterschaftsrudern wurde 1932 in Passau ausgetragen. Wie im Vorjahr wurden Medaillen in sechs Bootsklassen vergeben.

## Medaillengewinner
| Bootsklasse            | Gold | Silber | Bronze |
| ---------------------- | --- | --- | --- |
| Einer                  | Willy Dohme (Gubener RC 1905) | Gustav Schäfer (Dresdner RV) | Heinrich Steinle (Stuttgart-Cannstatter RC 1910) |
| Doppelzweier           | WSV Godesberg Georg Arenz Leonhard Arenz | Magdeburger RG Carl Heinz Fiering Eduard Staufenbiel | ARV Angaria Hannover Richard Beckadolph Gerd Völs |
| Zweier ohne Steuermann | RK am Wannsee Gerhard Graffunder Herbert Urbschat                                                                                            | Mannheimer RC von 1875 Willi Eichhorn Walter Zahn | RV Bayer Leverkusen Jürgen Stange Erich Stange |
| Vierer ohne Steuermann | Spindlersfelder RV Sturmvogel Hans Neumeyer Egon Krüger Klaus Kettler Herbert Friedrich                                                      | Berliner RV Allemannia Werner Härtel Erich Hardt Willi Lahme Hermann Lahme                                                                                  | Offenbacher RV 1874 Richard Besenbruch Ludwig Enk Fritz Seibel Otto Kleber                                                                                      |
| Vierer mit Steuermann  | Saarbrücker RG Undine Heinz Friedel Adolf Mönch Werner Braun Paul Maaß Günter Burchgart (Stm.)                                               | Spindlersfelder RV Sturmvogel Hans Neumeyer Egon Krüger Klaus Kettler Herbert Friedrich Paul Schulz (Stm.)                                                  | RV Sturmvogel Leipzig Reinhard Heybey Heinz Spors Reinhard Steudtner Werner Pfundt Heinrich Nietardt (Stm.)                                                     |
| Achter                 | Lübecker RG von 1885 Hugo Kindt Karl Köhn Franz Jerichow Heinz Vobbe Otto Untermann Hans Voß Gerhard Junge Jens Groot Gustav Petersen (Stm.) | Kasteler RG 1880 Medard Hartrath Waldemar Leber Wilhelm Paape Franz Bock Fritz Schandua Clifford Callwood Fritz Bonner Theo Jost Heinrich Diefenbach (Stm.) | Würzburger RV von 1875 Wilhelm Reinhard Philipp Jäger Max Zippelius Adolf Wolz Ludwig Heuler Paul Mitzlaff Rudolf Eckstein Wilhelm Menne Rudolf Biechele (Stm.) |